# Referèndum constitucional de Belarús de 2022
El referèndum constitucional de Belarús de 2022 es va celebrar a Belarús el 27 de febrer de 2022.
El referèndum va ser ordenat pel president Aleksandr Lukaixenko el gener de 2022. L'objectiu a esmenar la constitució belarussa pretenia consolidar el poder del règim de Lukaixenko després de les protestes massives de 2020 i 2021, que van desafiar el govern de Lukaixenko i van ser reprimides per la policia, amb la detenció de més de 35.000 persones. Els canvis van permetre al president romandre en el càrrec fins a 2035 i van donar poder a l'Assemblea Popular de tota Belarús, un òrgan extraparlamentari dominat pels partidaris del govern. Els canvis també van renunciar a la condició de zona desnuclearitzada de Belarús, permetent que el país albergués armes nuclears per primera vegada des de la caiguda de la Unió Soviètica; els preparatius del referèndum es van produir mentre Rússia acumulava les seves tropes tant a Rússia com a Belarús en el preludi de la invasió russa d'Ucraïna en 2022, i les mateixes eleccions es van celebrar diversos dies després que Rússia iniciés la seva ofensiva militar a Ucraïna.
La Comissió Electoral Central del govern belarús va anunciar que el 65,2% de l'electorat va votar a favor de les esmenes.
El referèndum es va dur a terme en un ambient de repressió; no es va permetre a l'oposició belarussa fer campanya, i les eleccions no es van considerar lliures ni justes. El referèndum va ser denunciat com una farsa per l'oposició belarussa i la seva líder exiliada Sviatlana Tsikhanòuskaia, per la Unió Europea i pels Estats Units.